# Копильський замок
Копильський замок — замок, розташований у місті Копиль (Білорусь) у XIV — XVIII ст.

## Історія
Замок виріс із колиски літописного Копиля, який у свою чергу зайняв місце городища ранньої залізної доби. Його займав льодовиковий моренний пагорб, що височить на 10-13 м над заплавою р. Мажа. На початку XVI ст. Копиль вважався одним із «найважливіших княжих замків з місцем», так зване місто.
Замок був резиденцією власників Копиля — княжих родів Олельковичів та Радзівілів, які жили в ньому епізодично. Увесь час у замку проживав лише їхній заступник.
У 1996 — 1999 роках на території замку були проведені археологічні розкопки, під час яких була вивчена площа близько 500 квадратних метрів.

## Архітектура
Схили пагорба круті, платформа майже рівна, еліптичної форми, розмірами 45 м на 100 м. Збереглися залишки земляних укріплень — вали заввишки до 3 м, заповнені піском і глиною. З дерев'яних укріплень збереглися згорілі рештки на набережній валу. Замок захищав рів завширшки 20 м і завглибшки до 3 м. Під час небезпеки рів наповнювався водою з річки за допомогою дамби. Будівля замку була дерев'яною.